# Прорывинский сельсовет
Прорывинский сельсовет — упразднённые административно-территориальная единица и муниципальное образование (сельское поселение) в Звериноголовском муниципальном районе Курганской области России. Административный центр — село Прорывное.
24 декабря 2021 года сельсовет был упразднён в связи с преобразованием муниципального района в муниципальный округ.

## География
Расположено в западной части Звериноголовского района.
Площадь сельского поселения составляет 13632 гектар.
Граничит:
- на юге с Мендыкаринским районом Костанайской области Республики Казахстан;
- на востоке с Озёрнинским и Искровским сельскими поселениями;
- на севере и западе с Куртамышским районом[1].

Протяженность автодорог местного значения: 45 км.

## Население
| 1989  | 2002  | 2010  | 2012  | 2013  | 2014  | 2015  |
| ----- | ----- | ----- | ----- | ----- | ----- | ----- |
| 1983  | ↘1388 | ↘1229 | ↘1199 | ↘1159 | ↘1133 | ↘1098 |
| 2016  | 2017  | 2018  | 2019  | 2020  |       |       |
| ↘1068 | ↘1036 | ↘1020 | ↘999  | ↗1000 |       |       |

## Состав сельского поселения
| № | Населённый пункт | Тип населённого пункта       | Население |
| - | ---------------- | ---------------------------- | --------- |
| 1 | Прорывное        | село, административный центр | ↗1000     |